# Mystus chinensis
Mystus chinensis és una espècie,de peix de la família dels bàgrids i de l'ordre dels siluriforme. Es troba a Canton (Xina).